# 14.ª etapa da Volta a Espanha de 2019
A 14.ª etapa da Volta a Espanha de 2019 teve lugar a 7 de setembro de 2019 entre San Vicente de la Barquera e Oviedo sobre um percurso de 188 km e foi vencida ao sprint pelo irlandês Sam Bennett da Bora-Hansgrohe. O esloveno Primož Roglič manteve o maillot vermelho um dia mais.

## Classificação da etapa
| \| Classificação por etapas \| Classificação por etapas \| Classificação por etapas \| Classificação por etapas \| Classificação por etapas \| \| Ciclista \| Ciclista \| Equipe \| Tempo \| \| \| ------------------------ \| ------------------------ \| ------------------------ \| ------------------------ \| ------------------------ \| \| 1. \| Sam Bennett \| Bora-Hansgrohe \| 4h28m46s \| \| \| 2. \| Maximiliano Richeze \| Deceuninck-Quick Step \| + 0s \| \| \| 3. \| Tosh Van der Sande \| Lotto-Soudal \| + 2s \| \| \| 4. \| Marc Sarreau \| Groupama-FDJ \| + 5s \| \| \| 5. \| Clément Venturini \| AG2R La Mondiale \| + 5s \| \| \| 6. \| Marc Soler \| Movistar Team \| + 5s \| \| \| 7. \| Jonas Koch \| CCC Team \| + 5s \| \| \| 8. \| John Degenkolb \| Trek-Segafredo \| + 5s \| \| \| 9. \| Max Walscheid \| Team Sunweb \| + 5s \| \| \| 10. \| Szymon Sajnok \| CCC Team \| + 5s \| \| |                     |                       |          |
| |                     |                       |          |
| Fonte: ProCyclingStats |                     |                       |          |
| Classificação por etapas |                     |                       |          |
| Ciclista | Ciclista            | Equipe                | Tempo    |
| 1. | Sam Bennett         | Bora-Hansgrohe        | 4h28m46s |
| 2. | Maximiliano Richeze | Deceuninck-Quick Step | + 0s     |
| 3. | Tosh Van der Sande  | Lotto-Soudal          | + 2s     |
| 4. | Marc Sarreau        | Groupama-FDJ          | + 5s     |
| 5. | Clément Venturini   | AG2R La Mondiale      | + 5s     |
| 6. | Marc Soler          | Movistar Team         | + 5s     |
| 7. | Jonas Koch          | CCC Team              | + 5s     |
| 8. | John Degenkolb      | Trek-Segafredo        | + 5s     |
| 9. | Max Walscheid       | Team Sunweb           | + 5s     |
| 10. | Szymon Sajnok       | CCC Team              | + 5s     |

## Classificações ao final da etapa

### Classificação geral
| \| Classificação geral \| Classificação geral \| Classificação geral \| Classificação geral \| Classificação geral \| \| Ciclista \| Ciclista \| Equipe \| Tempo \| \| \| ------------------- \| ------------------- \| -------------------------- \| ------------------- \| ------------------- \| \| 1. \| Primož Roglič \| Team Jumbo-Visma \| 53h49m19s \| \| \| 2. \| Alejandro Valverde \| Movistar Team \| + 2m25s \| \| \| 3. \| Tadej Pogačar \| UAE Team Emirates \| + 3m01s \| \| \| 4. \| Miguel Ángel López \| Astana \| + 3m18s \| \| \| 5. \| Nairo Quintana \| Movistar Team \| + 3m33s \| \| \| 6. \| Rafał Majka \| Bora-Hansgrohe \| + 6m15s \| \| \| 7. \| Nicolas Edet \| Cofidis, Solutions Crédits \| + 7m18s \| \| \| 8. \| Carl Fredrik Hagen \| Lotto-Soudal \| + 7m33s \| \| \| 9. \| Wilco Kelderman \| Team Sunweb \| + 7m39s \| \| \| 10. \| Dylan Teuns \| Bahrain-Merida \| + 9m58s \| \| |                    |                            |           |
| |                    |                            |           |
| Fonte: ProCyclingStats |                    |                            |           |
| Classificação geral |                    |                            |           |
| Ciclista | Ciclista           | Equipe                     | Tempo     |
| 1. | Primož Roglič      | Team Jumbo-Visma           | 53h49m19s |
| 2. | Alejandro Valverde | Movistar Team              | + 2m25s   |
| 3. | Tadej Pogačar      | UAE Team Emirates          | + 3m01s   |
| 4. | Miguel Ángel López | Astana                     | + 3m18s   |
| 5. | Nairo Quintana     | Movistar Team              | + 3m33s   |
| 6. | Rafał Majka        | Bora-Hansgrohe             | + 6m15s   |
| 7. | Nicolas Edet       | Cofidis, Solutions Crédits | + 7m18s   |
| 8. | Carl Fredrik Hagen | Lotto-Soudal               | + 7m33s   |
| 9. | Wilco Kelderman    | Team Sunweb                | + 7m39s   |
| 10. | Dylan Teuns        | Bahrain-Merida             | + 9m58s   |

### Classificação por pontos
| Classificação por pontos | Classificação por pontos | Classificação por pontos | Classificação por pontos | Classificação por pontos |
| Ciclista                 | Ciclista                 | Equipe                   | Pontos                   |                          |
| ------------------------ | ------------------------ | ------------------------ | ------------------------ | ------------------------ |
| 1.                       | Primož Roglič            | Team Jumbo-Visma         | 109 pts                  |                          |
| 2.                       | Tadej Pogačar            | UAE Team Emirates        | 86 pts                   |                          |
| 3.                       | Nairo Quintana           | Movistar Team            | 82 pts                   |                          |
| 4.                       | Alejandro Valverde       | Movistar Team            | 75 pts                   |                          |
| 5.                       | Sam Bennett              | Bora-Hansgrohe           | 70 pts                   |                          |
| 6.                       | Alex Aranburu            | Caja Rural-Seguros RGA   | 52 pts                   |                          |
| 7.                       | Miguel Ángel López       | Astana                   | 51 pts                   |                          |
| 8.                       | Tosh Van der Sande       | Lotto-Soudal             | 44 pts                   |                          |
| 9.                       | Marc Soler               | Movistar Team            | 42 pts                   |                          |
| 10.                      | Pierre Latour            | AG2R La Mondiale         | 40 pts                   |                          |

### Classificação da montanha
| Classificação da montanha | Classificação da montanha | Classificação da montanha     | Classificação da montanha | Classificação da montanha |
| Ciclista                  | Ciclista                  | Equipe                        | Pontos                    |                           |
| ------------------------- | ------------------------- | ----------------------------- | ------------------------- | ------------------------- |
| 1.                        | Ángel Madrazo             | Burgos-BH                     | 32 pts                    |                           |
| 2.                        | Geoffrey Bouchard         | AG2R La Mondiale              | 30 pts                    |                           |
| 3.                        | Tadej Pogačar             | UAE Team Emirates             | 25 pts                    |                           |
| 4.                        | Alejandro Valverde        | Movistar Team                 | 22 pts                    |                           |
| 5.                        | Sergio Henao              | UAE Team Emirates             | 21 pts                    |                           |
| 6.                        | Primož Roglič             | Team Jumbo-Visma              | 20 pts                    |                           |
| 7.                        | Wout Poels                | Team Ineos                    | 17 pts                    |                           |
| 8.                        | Jesús Herrada             | Cofidis, Solutions Crédits    | 17 pts                    |                           |
| 9.                        | Mikel Bizkarra            | Euskadi Basque Country-Murias | 16 pts                    |                           |
| 10.                       | Jetse Bol                 | Burgos-BH                     | 11 pts                    |                           |

### Classificação dos jovens
| Classificação dos jovens | Classificação dos jovens | Classificação dos jovens | Classificação dos jovens | Classificação dos jovens |
| Ciclista                 | Ciclista                 | Equipe                   | Tempo                    |                          |
| ------------------------ | ------------------------ | ------------------------ | ------------------------ | ------------------------ |
| 1.                       | Tadej Pogačar            | UAE Team Emirates        | 53h52m15s                |                          |
| 2.                       | Miguel Ángel López       | Astana                   | + 17s                    |                          |
| 3.                       | Sergio Higuita           | EF Education First       | + 8m51s                  |                          |
| 4.                       | James Knox               | Deceuninck-Quick Step    | + 13m45s                 |                          |
| 5.                       | Ruben Guerreiro          | Katusha-Alpecin          | + 15m12s                 |                          |
| 6.                       | Kilian Frankiny          | Groupama-FDJ             | + 17m40s                 |                          |
| 7.                       | Amanuel Gebrezgabihier   | Dimension Data           | + 35m11s                 |                          |
| 8.                       | Niklas Eg                | Trek-Segafredo           | + 35m38s                 |                          |
| 9.                       | Ben O'Connor             | Dimension Data           | + 36m49s                 |                          |
| 10.                      | Sepp Kuss                | Team Jumbo-Visma         | + 38m07s                 |                          |

### Classificação por equipas
| Classificação por equipes | Classificação por equipes     | Classificação por equipes | Classificação por equipes |
| Equipe                    | Equipe                        | Tempo                     |                           |
| ------------------------- | ----------------------------- | ------------------------- | ------------------------- |
| 1.                        | Movistar Team                 | 160h36m21s                |                           |
| 2.                        | Astana                        | + 25m51s                  |                           |
| 3.                        | Team Jumbo-Visma              | + 43m44s                  |                           |
| 4.                        | Mitchelton-Scott              | + 1h17m48s                |                           |
| 5.                        | AG2R La Mondiale              | + 1h24m51s                |                           |
| 6.                        | Trek-Segafredo                | + 1h48m20s                |                           |
| 7.                        | Euskadi Basque Country-Murias | + 1h57m49s                |                           |
| 8.                        | Bahrain-Merida                | + 2h00m30s                |                           |
| 9.                        | UAE Team Emirates             | + 2h04m50s                |                           |
| 10.                       | Cofidis, Solutions Crédits    | + 2h05m04s                |                           |

## Abandonos
- Domingos Gonçalves, com problemas estomacal, não tomou a saída.
- Luka Mezgec, envolvido numa queda no último quilómetro, não pôde finalizar a etapa.[2]